# Daegu Football Club
El Daegu F. C. es un club de fútbol surcoreano con sede en Daegu que actualmente juega en la K League 1, máxima categoría nacional.
Fue fundado en 2002 como un club perteneciente a la comunidad de su ciudad, sin ninguna vinculación empresarial, por lo que el propietario es el gobierno municipal de Daegu. El mayor logro de su historia ha sido la obtención de la Korean FA Cup de 2018.

## Historia
El Daegu FC fue fundado en 2002 por iniciativa del gobierno municipal de Daegu, la cuarta ciudad más poblada de Corea del Sur. Después de haber sido sede de la Copa Mundial de 2002, se propuso crear un club comunitario que asumiera la localía del Estadio de Daegu, a través de una plaza de expansión en la liga de fútbol profesional (K League). La fórmula era similar a la utilizada por el Daejeon Citizen; hasta la fecha, la mayoría de los equipos surcoreanos pertenecían a grandes corporaciones.
El equipo debutó en la temporada 2003 con una penúltima posición bajo la dirección del entrenador Park Jong-hwan, quien había sido el técnico del Ilhwa Chunma en los años noventa. En sus primeros años de vida, el Daegu FC tuvo actuaciones mediocres y nunca llegó a competir por un título; su mayor logro fue llegar a semifinales de la Korean FA Cup en 2008. Finalmente, la entidad descendió a segunda división en la temporada 2013 y permaneció allí durante las siguientes tres ediciones.
La crisis de juego y resultados conllevó un cambio en la gestión: a partir de la temporada 2014, los propietarios contrataron al exseleccionador Cho Kwang-rae como director deportivo. En 2016 el club volvió a la K League como subcampeón, empatado a puntos con el líder, y a partir de la temporada 2017 mejoró su nivel competitivo con la llegada al banquillo del brasileño André. En diciembre de 2018 conquistó la Korean FA Cup, el primer título de su historia, con un triunfo en la final sobre el Ulsan Hyundai por 5:1 en el global. En aquel plantel destacaron los brasileños Cesinha y Edgar Silva, así como el guardameta internacional Jo Hyeon-woo. La victoria en ese torneo supuso también su primera clasificación continental para la Liga de Campeones de la AFC 2019, donde no pasaron de la fase de grupos.
En 2021 el equipo firmó su mejor clasificación en liga, un tercer puesto. También llegó a la final de la Korean FA Cup, pero fue derrotado por el Jeonnam Dragons. Aunque venció en la ida por 0-1, sus rivales remontaron en el partido de vuelta (3-4) y se llevaron el título por la regla del gol de visitante.

## Uniforme
- Uniforme titular: Camiseta azul, pantalón azul, medias azules.
- Uniforme alternativo: Camiseta blanca, pantalón blanco, medias blancas.

## Estadio

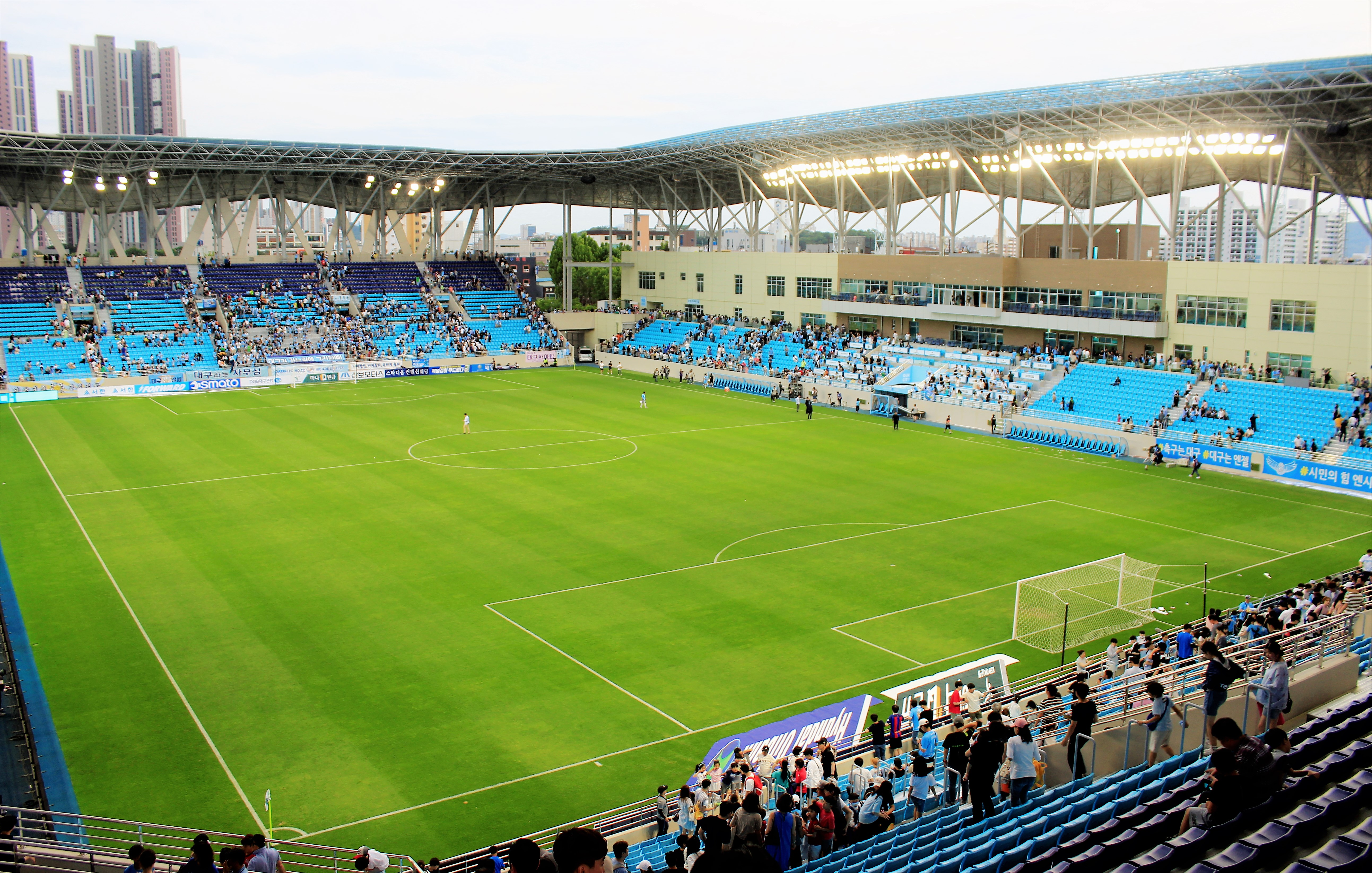
DGB Daegu Bank Park (2019).

Desde 2019 el equipo disputa sus partidos en el Daegu Forest Arena, llamado «DGB Daegu Bank Park» por razones de patrocinio. Inaugurado en marzo de 2019, se trata de un estadio específico de fútbol con aforo para 12.415 espectadores, cuyo propietario es el gobierno municipal de Daegu. Se encuentra en pleno centro de la ciudad, al lado del estadio de béisbol.
Anteriormente, el Daegu FC disputaba sus partidos en el Estadio Mundialista de Daegu, con capacidad para 66.000 espectadores. El recinto fue inaugurado en 2001 con motivo de la Copa Mundial de Fútbol de 2002 y puede albergar también competiciones de atletismo gracias a la pista que rodea el terreno de juego. Después del torneo se impulsó la creación de un club profesional que asumiera la localía, pero los elevados costes de mantenimiento llevaron al gobierno municipal a construir un estadio más pequeño en otro emplazamiento.